# Henry O'Brien (Lord Ibrackan)
Henry O'Brien, Lord Ibrackan, ou Lord O'Brien (c. 1642 - 1er septembre 1678), est un noble et homme politique irlandais. 

## Biographie
Il est le fils d'Henry O'Brien (7e comte de Thomond), et de sa première épouse et cousine, Anne O'Brien.
Il épouse Katherine Stuart, 7e baronne Cifton, fille de George Stuart, 9e seigneur d'Aubigny et de Lady Katherine Howard : les Stuart d'Aubigny sont une branche cadette de la maison régnante de Stuart. Ils ont six enfants (dont trois meurent jeunes) :
- Donough O'Brien, Lord Ibrackan (1663-1682)
- Henry O'Brien (né et décédé en 1665)
- Charles O'Brien (né et décédé en 1666)
- George O'Brien, mort jeune
- Mary O'Brien (décédée en 1683), épouse John FitzGerald (18e comte de Kildare)
- Katherine Hyde, 8e baronne Clifton (d. 1706), épouse Edward Hyde (3e comte de Clarendon)

En 1661, il représente Claire au Parlement d'Irlande, et de 1670 jusqu'à sa mort en 1678, à Northampton. En 1673, il est nommé au Conseil privé d'Irlande. La parenté de sa femme avec Charles II leur donne une ouverture précieuse à la Cour, où ils ont déjà un ami en Joseph Williamson et ils bénéficient d'une grande faveur dans les années 1660.
Il est mort de maladie alors qu'il est au camp avec son régiment en Flandre. Son titre de courtoisie passe à son jeune demi-frère Henry Horatio O'Brien, Lord Ibrackan. En moins de trois mois, Katherine épouse leur vieil ami, l'homme d'État Joseph Williamson. La rapidité de son remariage donne lieu à des rumeurs méchantes selon lesquelles ils avaient été amants, et le mariage est désapprouvé, même par ses enfants, car Williamson, le fils d'un vicaire de campagne, n'est pas considéré comme un conjoint approprié pour une parente du roi.